# رایان میچل
رایان میچل (انگلیسی: Ryan Mitchell؛ زادهٔ ۲۴ آوریل ۱۹۷۷) شناگر اهل استرالیا بود.
وی در مسابقات کشوری و بین‌المللی در مجموع برندهٔ ۳ مدال نقره شده‌است.